# 13 убивць
«13 вбивць» (яп. 十三人の刺客, Jūsannin no Shikaku) — японсько-британський драматичний фільм режисера Такаші Мііке, що вийшов 2010 року. Картина є ремейком однойменної чорно-білої картини Еііджі Кудо 1963 року.
Сценарій картини написав Канео Ікеґамі (на основі сценарію Дайсуке Тенґана), продюсерами були Мінамі Ічікаві, Тоікіро Шіраіші і Мічіхіко Янаджісава. Вперше фільм продемонстрували 9 вересня 2010 року в Італії на Венеційському кінофестивалі.
В Україні фільм не домонструвався. Переклад та озвученя українською мовою зроблено студією «Цікава ідея» на замовлення Hurtom.com у вересні 2012 року у рамках проекту «Хочеш кіно українською? Замовляй!».

## Сюжет
| Група елітних самураїв таємно об'єднується для того, щоб вбити брата Сьоґуна — диктатора і садиста, імовірно майбутнього володаря Японії. |

## Критика
Фільм отримав загалом позитивні відгуки: Rotten Tomatoes дав оцінку 96% на основі 115 відгуків від критиків (середня оцінка 8/10) і 87% від глядачів із середньою оцінкою 4,1/5 (19,374 голоси), Internet Movie Database — 7,6/10 (30 469 голосів), Metacritic — 87/100 (23 відгуки криків) і 7,9/10 від глядачів (100 голосів).

## Касові збори
Під час показу, що стартував у Японії 25 вересня 2010 року, фільм був показаний у 312 кінотеатрах і зібрав $2,704,586, зайнявшт 4 місце серед усіх прем'єр.
Протягом першого (початок 29 квітня 2011 року) тижня показів у США фільм був показаний у 4 кінотеатрах і зібрав $45,854, що на той час дозволило йому зайняти 52 місце серед усіх прем'єр. Показ протривав 119 днів (17 тижнів) і закінчився 25 серпня 2011 року, зібравши у прокаті у США $802,778, а у світі — $16,752,363, тобто $17,555,141 загалом при бюджеті $6 млн.